# Szklarka Radnicka
Szklarka Radnicka (niem. Groß Rädnitz, Rädnitzer Hütten Werke) – wieś w Polsce położona w województwie lubuskim, w powiecie krośnieńskim, w gminie Krosno Odrzańskie. W pobliżu wsi znajdują się jeziora Jelito oraz Czyżykowo.
W latach 1975–1998 miejscowość administracyjnie należała do województwa zielonogórskiego.
Przez wieś przechodzi linia kolejowa nr 273 oraz znajduje się tu stacja kolejowa Radnica.
Szklarka Radnicka składa się z dwóch części, pierwsza położona jest nad jeziorem Czyżykowo, druga obok stacji kolejowej PKP „Radnica”. Przed wojną znajdowała się tam huta szkła oraz produkowano części do niemieckich myśliwców, na potrzeby wojenne armii III Rzeszy. W Szklarce Radnickiej znajduje się także kościół pw. Najświętszej Maryi Panny Matki Kościoła, należący do parafii Radnica.